# Riu Zbrutx
El riu Zbrutx (ucraïnès: Збруч; rus: Збруч) és un riu afluent del Dnièster al nord d'Ucraïna. La seva longitud és de 247 km, i la seva conca hidrogràfica abasta uns 3330 km². Una part del seu curs marca el límit entre les províncies de Ternòpil i Khmelnitski.
Entre 1772 i 1918, el Zbrutx va marcar la frontera entre la Rússia Imperial i l'Imperi Austrohongarès. Entre 1920 i 1939 va passar a convertir-se en la línia fronterera entre la Unió de Repúbliques Socialistes Soviètiques i Polònia.